# Göteborgs centralstation
Centralstationen (hovedbanegården) i Göteborg, Sverige, er centrum for den sporbårne offentlige transport i Västra Götalandsregionen. Tog afgår herfra til store dele af Sverige. Hver dag passerer over 40.000 rejsende stationen, svarende til 190 afgange og ankomster med tog.
I midten af 1800-tallet begyndte man at anlægge jernbaner i Sverige, og en af de første strækninger var mellem Göteborg og Jonsered, der åbnede den 1. december 1856, hvorfor der opstod behov for en stationsbygning. Stationen blev opført på resterne af bastion Johannes Rex, et fæstningsværk hørende til den tidligere bymur.
Stationen er blevet ombygget flere gange siden indvielsen den 4. oktober 1858. I den oprindelige station, tegnet af arkitekten Adolf Wilhelm Edelsvärd, var der en banegårdshal, som togene standsede i. I 1800-tallet passerede over en million emigrerende svenskere bygningen på vej til havnen og videre til Nordamerika. I 1920'erne blev banegårdshallen ombygget til ventesal. Tidligere var der også en lokomotivremise, men den er fjernet og lokomotiverne vedligeholdes nu i Sävenäs.
Centralstation er rebroussementsstation for 16 spor, hvilket betyder at alle viderekørende tog skifter kørselsretning, efter at have gjort ophold i Göteborg. For at undgå dette er Banverket i færd med at planlægge Västlänken, der fører en jernbanetunnel under byen.
Navnet Centralstationen anvendes almindeligvis om den oprindelige jernbanestation, mens betegnelsen Centralhuset anvendes om det hotelbyggeri på stationsområdet, der stod færdigt i 2003. Ejerne af de forskellige bygninger, der omgiver stationen, anvender fællesbetegnelsen Resecentrum Göteborg. I nærheden af stationen ligger det store indkøbscenter Nordstan og sporvognsmødepladsen Drottningtorget.
| Foregående station |  | Veolia              |  | Efterfølgende station |
| ------------------ |  | ------------------- |  | --------------------- |
| Mölndalmod Malmö C |  | ÖresundstågGöteborg |  | Endestation           |